# 1962 au Québec
Cet article traite des événements survenus en 1962 au Québec. 

## Événements

### Janvier
- 9 janvier : ouverture de la troisième session de la 26e législature. Le discours du Trône annonce la création d'une Société générale de financement[1].
- 12 janvier : un organisme français, l'Institut de recherche de la sidérurgie, reçoit le mandat du gouvernement Lesage d'étudier la faisabilité d'un projet de sidérurgie québécoise[2].
- 17 janvier : pour la première fois, René Lévesque laisse entrevoir publiquement une prochaine nationalisation des sociétés hydroélectriques[3].

### Février
- 7 février – Le projet de loi sur la réforme électorale est déposée à l'Assemblée législative. Elle limite les dépenses électorales des candidats à 50 cents par électeur et des partis à 25 cents par électeur[4].
- 26 février – La FTQ demande l'instauration complète de l'assurance-santé. Elle recommande aussi la nationalisation complète des compagnies d'électricité[5].

### Mars
- 6 mars : le discours du budget de Jean Lesage prévoit des dépenses de 1,2 milliard de dollars pour l'année 1962-1963. L'assurance-hospitalisation coûtera à elle seule près de 168 millions de dollars[6].

### Avril
- 24 avril – Les premières soumissions publiques pour la construction du métro de Montréal ont lieu[7].
- 25 avril – René Lévesque déclare à l'Assemblée législative: «Le gouvernement annoncera en temps et lieu sa politique au sujet des compagnies privées d'électricité. Cette nouvelle électrisera la province et finira d'électrocuter l'Union nationale»[8].

### Mai
- 15 mai : levée de la première pelletée de terre sur le chantier de construction du métro de Montréal[9].
- 17 mai : Jean Lesage annonce la construction d'un pont-tunnel devant relier Montréal à Boucherville et dont le coût est évalué à 50 millions de dollars[10].
- 18 mai : un projet de loi est déposé mettant désormais les hôpitaux sous le contrôle de l'État[11].

### Juin
- 1er juin : les postes de péage sont abolis sur le pont Jacques-Cartier[12].
- 16 juin : première de l'émission Jeunesse d'aujourd'hui à Télé-Métropole. Animée par Pierre Lalonde, elle permet de faire connaître une nouvelle génération de chanteurs et de chanteuses au public québécois[13].
- 17 juin : une émeute au pénitencier Saint-Vincent-de-Paul cause des dommages évalués à plusieurs milliers de dollars. Neuf édifices sont détruits. L'affaire se termine par 1 mort et 14 blessés[14].
- 18 juin : le Parti conservateur de John Diefenbaker remporte l'élection générale mais son gouvernement sera minoritaire. Au Québec, le résultat a été de 14 conservateurs, 35 libéraux et 26 créditistes[15].
- 24 juin : le mouton de la parade de la Saint-Jean est volé quelques heures avant l'événement. Il est retrouvé dans la soirée avec une note explicative autour du cou. Le Mouvement de Libération Nationale l'a subtilisé afin d'attirer l'attention sur lui et de dénoncer ce "symbole de soumission et d'aliénation"[16].
- 28 juin : inauguration du pont Champlain reliant Montréal à la Rive-Sud[17].

### Juillet
- 3 juillet : un premier Noir est admis au Barreau du Québec[18].
- 11 juillet : l'Assemblée législative adopte le projet de loi créant 35 commissions scolaires[19].

### Août
- 1er août : la Commission Salvas critique les hommes politiques et les fonctionnaires qui ont trempé dans le scandale du gaz naturel et recommande l'adoption d'une loi empêchant de tels abus[20].
- 19 août : Marcel Chaput annonce son intention de transformer le RIN en parti politique[21].

### Septembre
- 4 septembre : Jean Lesage réunit son caucus au Lac-à-l'Épaule dans le parc des Laurentides afin d'y discuter d'une possible nationalisation de l'électricité[22].
- 12 septembre : Jean Lesage rend publics les noms des membres du premier conseil d'administration de la SGF parmi lesquels se trouve Jacques Parizeau[23].
- 13 septembre : inauguration de Place Ville-Marie[24].
- 19 septembre : Jean Lesage annonce la prorogation de la session ainsi que des élections générales pour le 14 novembre. Il veut, dit-il, obtenir le mandat de nationaliser le réseau hydro-électrique du Québec. Le coût est évalué à 600 millions de dollars[25].

### Octobre
- 21 octobre : Marcel Chaput est écarté de la présidence du RIN au profit de Guy Pouliot, candidat proposé par André d'Allemagne[26].

### Novembre
- 11 novembre : Jean Lesage gagne le premier débat électoral télévisé de l'histoire du Québec face à un Daniel Johnson visiblement mal à l'aise devant les caméras[27].
- 13 novembre : devant le désistement de Moscou, Montréal est choisie comme site du futur Expo 67[28].
- 14 novembre : le Parti libéral de Jean Lesage remporte les élections avec 63 comtés contre 31 à l'Union nationale. Son pourcentage du vote est de 56,4 %, un score que même Maurice Duplessis n'avait jamais obtenu[29].
- 19 novembre : le comité parlementaire des chemins de fer à Ottawa demande au président du Canadien National, Donald Gordon, la raison pour laquelle il n'y a aucun francophone aux 17 postes de vice-président de la société d'État. Celui-ci répond que les promotions se font au mérite[30].
- 30 novembre : près des deux-tiers des députés du Québec à Ottawa adoptent une résolution réclamant du CN de nommer sans délai des Canadiens-français à tous les niveaux de sa haute administration[31].

### Décembre
- 5 décembre :
  - 300 étudiants francophones brûlent Donald Gordon en effigie devant le Parlement d'Ottawa[32].
  - Jean Lesage annonce un remaniement ministériel. Pierre Laporte devient ministre des Affaires municipales et Gérard D. Lévesque ministre de l'Industrie et du Commerce. Claire Kirkland-Casgrain et Carrier Fortin sont ministres d'État[33].
- 11 décembre : une manifestation des étudiants de l'université de Montréal contre la phrase de Donald Gordon tourne à la violence. Le Red Ensign est brûlé. La police charge à la matraque; 12 manifestants sont arrêtés. Parmi les organisateurs de la manifestation, il y avait Bernard Landry et Pierre Marois[30].
- 17 décembre : Marcel Chaput quitte le RIN et fonde le Parti républicain du Québec[34].
- 21 décembre : la brasserie Dow annonce qu'elle subventionnera la construction d'un planétarium à Montréal[35].
- 28 décembre : Jean Lesage annonce que la nationalisation de l'électricité coûtera 604 millions de dollars dont 303 millions de dollars seront financés par Hydro-Québec[36].

## Naissances
- Martine Biron (journaliste et femme politique)
- Suzanne Roy (femme politique)
- Alain M. Bellemare (en) (chef d'entreprise et ancien président de Bombardier)
- 20 février – Daniel Naud (joueur et entraineur de hockey)
- 3 mars – Jean-Marc Gaulin (joueur de hockey, né en Allemagne)
- 7 mars – Sean McKenna (en) (joueur de hockey)
- 21 mars – Jean-Marc Parent (humoriste)
- 22 mars – Francine Charbonneau (femme politique)
- 24 mars – Angèle Dubeau (violoniste)
- 31 mars – Steven Fletcher (en) (joueur de hockey sur glace)
- 5 avril – Gord Donnelly (joueur de hockey)
- 23 avril – James Hyndman (acteur)
- 29 mai – Chloé Sainte-Marie (chanteuse)
- 31 mai – Corey Hart (chanteur)
- 9 juin – Isabelle Miquelon (comédienne)
- 16 juin – Patrick Bourgeois (chanteur et membre du groupe Les BB) († 26 novembre 2017)
- 11 juillet – Gaétan Duchesne (joueur et entraineur de hockey) († 16 avril 2007)
- 12 juillet – Pierre Verville (humoriste)
- 22 juillet – Martine St-Clair (chanteuse)
- 1er août – Gaétan Lelièvre (homme politique)
- 7 août – Bruno Pelletier (chanteur)
- 22 août – Massimo Pacetti (homme politique)
- 23 août – Martin Cauchon (homme politique)
- 9 septembre – Réal Bossé (acteur)
- 22 septembre – Normand D'Amour (comédien)
- 28 octobre – Laurent Lessard (homme politique)
- 29 octobre – Roberto Romano (joueur de hockey)
- 17 novembre – André Fortin (auteur-compositeur-interprète, membre fondateur et meneur du groupe musical Les Colocs) († 8 mai 2000)
- 25 novembre – Gilbert Delorme (joueur et analyste de hockey)
- 1er décembre – Sylvie Daigle (athlète)
- 17 décembre – André-Philippe Gagnon (humoriste)
- 19 décembre – Ghislain Taschereau (humoriste)

## Décès
- 3 mars - Cairine Wilson (première femme à être sénatrice du Canada) (º 4 février 1885)
- 5 mars - Joseph-Séraphin-Aimé Ashby (notaire et homme politique)  (º 29 avril 1876)
- 2 juin - Victor Marchand (homme politique) (º 17 septembre 1882)
- 29 juin - Rodolphe Mathieu (musicien) (º 10 juillet 1890)
- 25 juillet - Thibaudeau Rinfret (homme de loi) (º 22 juin 1879)
- 20 août - Joseph-Arsène Bonnier (entrepreneur et homme politique) (º 25 novembre 1879)
- 15 octobre - Ralph Frederick Stockwell (homme politique) 21 mai 1885)
- 13 novembre - Télesphore-Damien Bouchard (homme politique) (º 20 décembre 1881)
- 28 décembre - Hector Charland (acteur) (º 1er juin 1883)

### Articles généraux
- Chronologie de l'histoire du Québec (1960 à 1981)
- L'année 1962 dans le monde
- 1962 au Canada

### Articles sur l'année 1962 au Québec
- Élection fédérale canadienne de 1962
- Élection générale québécoise de 1962
- Nationalisation de l'électricité au Québec

## Sources et références
1. ↑  Louis la Rochelle. En flagrant délit de pouvoir. Boréal. 1982. p. 42
2. ↑  Bilan du Siècle
3. ↑  « M. Lévesque laisse entrevoir l'étatisation prochaine des ressources hydroélectriques », Le Devoir,‎ 18 janvier 1963, p. 1
4. ↑  Marcel Thivierge. Le projet de réforme de loi électorale est déposée: Pour mettre fin aux abus des candidats, enrayer la fraude et limiter les frais. Le Devoir. 8 février 1962. p. 1, 6
5. ↑  Les demandes de la FTQ au gouvernement. L'assurance-santé, l'assurance-automobile et la nationalisation de l'électricité. Le Devoir. 27 février 1962. p. 14
6. ↑  En flagrant délit de pouvoir, p. 43
7. ↑  Chronique Montréalité no 31: La construction du métro
8. ↑  Lévesque: nous annoncerons une nouvelle qui électrisera la province en temps et lieu. Le Devoir. 26 avril 1962. p. 1
9. ↑  Bilan du Siècle
10. ↑  En flagrant délit de pouvoir, p. 44
11. ↑  Les hôpitaux sous le contrôle de l'État. Le Devoir. 19 mai 1962. p. 1, 15
12. ↑  Bilan du Siècle
13. ↑  Bilan du Siècle
14. ↑  Bilan du Siècle
15. ↑  Réélection des progressistes-conservateurs de John Diefenbaker à la Chambre des Communes à Ottawa
16. ↑  Louis Fournier" FLQ. Québec-Amérique. 1982. p. 21
17. ↑  Jean Cournoyer, La mémoire du Québec, 2001 [détail de l’édition], p. 278.
18. ↑  Un Noir, le 1er, admis au Barreau. Le Devoir. 4 juillet 1962. p. 3
19. ↑  Bilan du Siècle
20. ↑  « La Commission Salvas juge sévèrement les profiteurs du gaz naturels », Le Devoir,‎ 2 août 1962, p. 1
21. ↑  Chaput: pour hâter la « libération » du peuple du Québec. Le RIN deviendra parti politique. Pourquoi ne pas étatiser l'électricité?. Le Devoir. 20 août 1962. p. 1
22. ↑  Pierre Godin. René Lévesque tome 2. Boréal. 1997. p. 139
23. ↑  En flagrant délit de pouvoir, p. 47
24. ↑  La Place Ville-Marie toujours attirante après 50 ans
25. ↑  Marcel Thivierge. Lesage: un mandat pour nationaliser; Johnson: c'est une démission du gouvernement. Le Devoir. 20 septembre 1962. p. 1, 2
26. ↑  Jean-François Nadeau. Bourgault. Lux. 2007. p. 168
27. ↑  Louis La Rochelle.En flagrant délit de pouvoir. Boréal Express. Montréal. 1982.  p. 51
28. ↑  Bilan du Siècle
29. ↑  Réélection des libéraux de Jean Lesage à l'Assemblée législative du Québec
30. 1 2  FLQ, p. 23
31. ↑  50 députés du Québec demandent au CN de rendre justice au Canada français. Le Devoir. 1er décembre 1962. p. 1
32. ↑  Les rebondissements de l'affaire Gordon. Manifestation à Ottawa. Balcer oblige le CN à étudier le statut des Canadiens français. Nouvelles protestations. Le Devoir. 6 décembre 1962. p. 1, 2
33. ↑  « Chronologie parlementaire 1962-1964 » (consulté le 28 mars 2009)
34. ↑  Bourgault, p. 68
35. ↑  « Montréal aura son planétarium construit par la brasserie Dow », Le Devoir,‎ 22 décembre 1962, p. 3
36. ↑  Bilan du Siècle